# Ngai tòa khôn ngoan

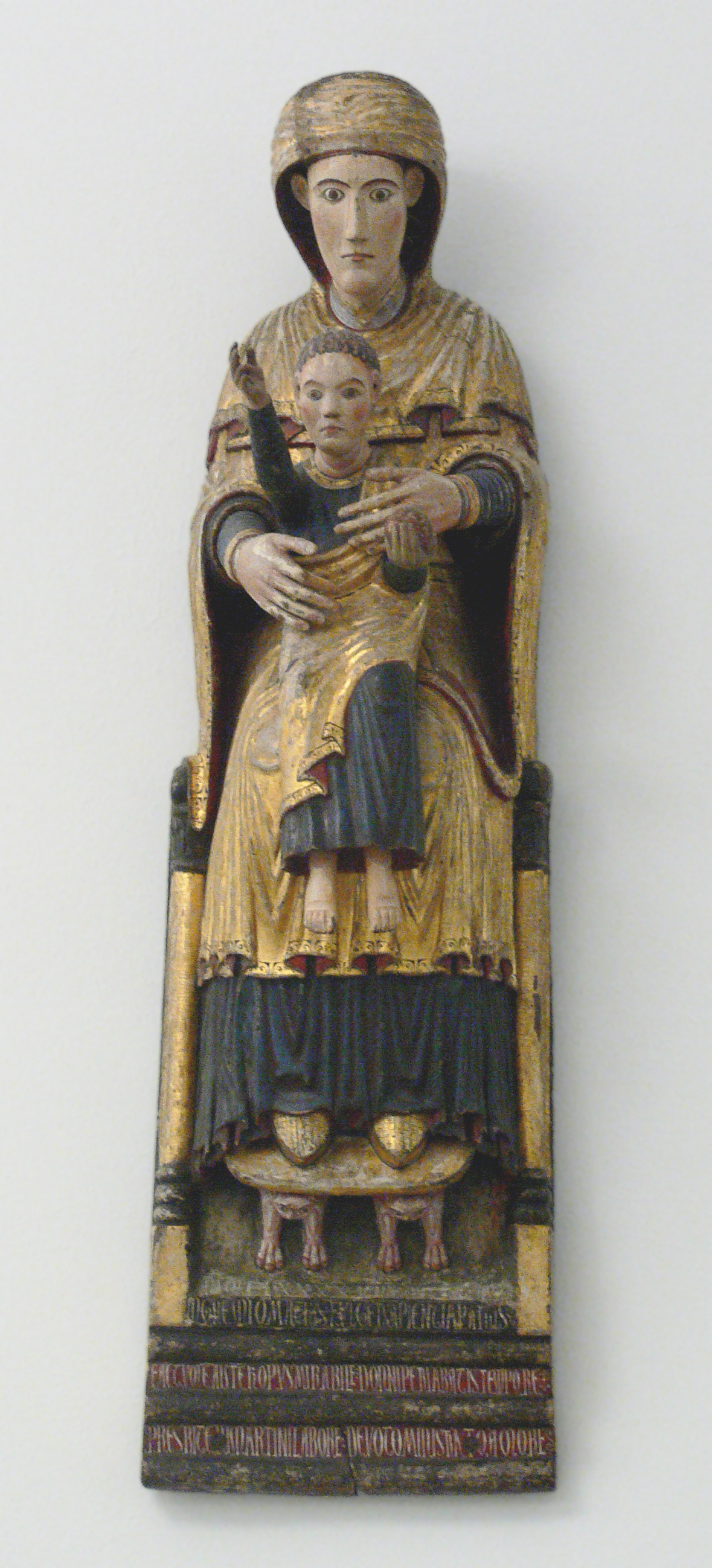
Đức Mẹ là Ngai tòa khôn ngoan 1199, điêu khắc bởi Presbyter Martinus, Tu viện Camaldolese ở Borgo San Sepolcro gần Arezzo, Italy

Trong truyền thống Công giáo Rôma, các tước hiệu "Chỗ ngồi trí tuệ" hoặc "Ngai tòa khôn ngoan" (tiếng Latinh: sedes sapientiae) được xác định là một trong nhiều tước hiệu đạo đức dành cho Đức Maria Mẹ Thiên Chúa. Cụm từ này, được đặc trưng trong thế kỷ 11 và 12, bởi Peter Damiani và Guibert de Nogent đã ví von Đức Maria như ngai tòa của Solomon, nói đến hình ảnh Đức Maria là người đã cưu mang Đức Giêsu, Con Thiên Chúa. Như việc diễn đạt vai trò của Đức Trinh Nữ trong việc tham gia vào vinh quang và với giáo huấn của con người. Hình ảnh Đức Mẹ được xem như một hình ảnh truyền thống đặc biệt phổ biến trong khoa ảnh tượng Công giáo, trong khi các nhà thờ Tin Lành thường ít tôn kính Mẹ Maria (và các vị thánh khác).
Giáo hoàng Biển Đức XVI khi đọc Kinh truyền tin trưa chủ nhật ngày 6 tháng 11 năm 2011 nói: "Mẹ Maria, Ngai Tòa Khôn Ngoan, dạy chúng ta sự khôn ngoan đích thực, sự khôn ngoan đã trở thành xác phàm trong Chúa Giê-su. Người là Đường để dẫn đưa từ cuộc đời này tới Thiên Chúa, Đấng Hằng Sống".
Trong ảnh tượng Kitô giáo, Sedes sapientiae ("Ngai Tòa Khôn Ngoan") là một biểu tượng biểu thị Mẹ Thiên Chúa trong dánh vẻ uy nghi. Đức Trinh Nữ được mô tả như một biểu tượng của ngai tòa khôn ngoan. Trong điêu khắc, hình ảnh này được biểu hiện dưới dạng, Đức Mẹ đang ngồi trên ngai vàng, và trẻ em Giêsu ngồi trong lòng của Mẹ. Biểu tượng này mang tính chất gia đình và thân mật hơn so với hình ảnh "Đức Mẹ và trẻ em" thường mô tả Đức mẹ với một trẻ sơ sinh được ẵm trong lòng.